# Team Waoo
Team Waoo (Kod UCI: WAO) – duńska zawodowa grupa kolarska istniejąca w latach 2011–2019. Od 2012 znajdowała się w dywizji UCI Continental Teams.

## Historia
Obecny zespół Team Waoo wielokrotnie zmieniał swoją nazwę, a co za tym idzie głównego sponsora. W 2014 ówczesny Team Trefor połączył się z duńską grupą kontynentalną Blue Water Cycling, tworząc razem Team Trefor-Blue Water. Współpraca układała się do 2015, później zespół powrócił do wcześniejszej nazwy. Kolejne miesiące to kolejni nowi sponsorzy, grupa odpowiednio zmieniała nazwy na Team Virtu Pro-Veloconcept, Team VéloCONCEPT i Team Virtu Cycling. Od sierpnia 2018 zespół ścigał się pod nazwą Team Waoo.

## Nazwa grupy w poszczególnych latach
| lata      | nazwa                      |
| --------- | -------------------------- |
| 2011–2012 | Team Tre-For               |
| 2013      | Team Trefor                |
| 2014–2015 | Team Trefor-Blue Water     |
| 2016      | Team Trefor                |
| 2016      | Team Virtu Pro-Veloconcept |
| 2017      | Team VéloCONCEPT           |
| 2017–2018 | Team Virtu Cycling         |
| 2018–2019 | Team Waoo                  |

## Sezony

### 2019

#### Skład
| Skład drużyny 2019                       | Skład drużyny 2019   | Skład drużyny 2019 | Skład drużyny 2019               |
| Imię i nazwisko                          | Data urodzenia       | Państwo            | Poprzednia grupa                 |
| ---------------------------------------- | -------------------- | ------------------ | -------------------------------- |
| Michael Carbel Svendgaard                | 7 lutego 1995        | Dania              | Fortuneo-Samsic (2018)           |
| Patrick Clausen (1 sty–6 mar)            | 2 lipca 1990         | Dania              | Riwal CeramicSpeed (2018)        |
| Silas Zacharias Clemmensen               | 25 października 1996 | Królestwo Danii    | Herning CK Elite p/b Look (2018) |
| Frederik Nybo Eriksen                    | 7 marca 2000         | Królestwo Danii    | Herning CK Junior (2018)         |
| Rasmus Guldhammer                        | 9 marca 1989         | Dania              | Stölting Service Group (2016)    |
| Andreas Hyldgaard Jeppesen               | 21 lipca 1996        | Dania              |                                  |
| Johan Langballe                          | 9 lutego 1999        | Dania              | Herning CK Junior (2017)         |
| Mathias Larsen                           | 2 maja 1999          | Dania              | ColoQuick (2018)                 |
| Martin Mortensen                         | 5 listopada 1984     | Dania              | Riwal CeramicSpeed (2018)        |
| Jesper Schultz                           | 27 lutego 1996       | Dania              | ColoQuick-Cult (2017)            |
| Frederik Thomsen                         | 3 października 2000  | Królestwo Danii    |                                  |
| Oliver Wulff Frederiksen (21 maj–31 gru) | 11 października 2000 | Dania              | Team ABC Junior (2018)           |
|                                          |                      |                    |                                  |
| Źródła: ProCyclingStats Cycling Quotient |                      |                    |                                  |

#### Zwycięstwa
| Zwycięstwa | Zwycięstwa                 | Zwycięstwa | Zwycięstwa | Zwycięstwa      | Zwycięstwa |
| Data       | Wyścig                     | Państwo    | Kategoria  | Zwycięzca       |            |
| ---------- | -------------------------- | ---------- | ---------- | --------------- | ---------- |
| 31 mar     | Tour de Normandie, 7. etap | Francja    | 2.2        | Johan Langballe |            |

### 2018

#### Skład
| Skład drużyny 2018                            | Skład drużyny 2018 | Skład drużyny 2018 | Skład drużyny 2018                  |
| Imię i nazwisko                               | Data urodzenia     | Państwo            | Poprzednia grupa                    |
| --------------------------------------------- | ------------------ | ------------------ | ----------------------------------- |
| Asbjørn Kragh Andersen                        | 9 kwietnia 1992    | Dania              | Delko-Marseille Provence-KTM (2017) |
| Kasper Asgreen (1 sty–31 mar, Przypis)        | 8 lutego 1995      | Dania              | MLP Bergstraße (2015)               |
| Jakob Egholm                                  | 27 kwietnia 1998   | Dania              | Giant-Castelli (2017)               |
| Audun Brekke Fløtten                          | 20 sierpnia 1990   | Norwegia           | Uno-X Hydrogen Development (2017)   |
| Rasmus Guldhammer                             | 9 marca 1989       | Dania              | Stölting Service Group (2016)       |
| Mikkel Frølich Honoré (1 sty–31 lip, Przypis) | 21 stycznia 1997   | Dania              | Lotto-Soudal U23 (2017)             |
| Andreas Hyldgaard Jeppesen                    | 21 lipca 1996      | Dania              |                                     |
| Alexander Kamp                                | 14 grudnia 1993    | Dania              | Stölting Service Group (2016)       |
| Mathias Krigbaum                              | 3 lutego 1995      | Dania              | ColoQuick-Cult (2017)               |
| Johan Langballe                               | 9 lutego 1999      | Dania              | Herning CK Junior (2017)            |
| Niklas Larsen                                 | 22 marca 1997      | Dania              | Team Kelberg-Roskilde Junior (2015) |
| Jesper Schultz                                | 27 lutego 1996     | Dania              | ColoQuick-Cult (2017)               |
| Torkil Veyhe                                  | 9 stycznia 1990    | Wyspy Owcze        | ColoQuick-Cult (2017)               |
|                                               |                    |                    |                                     |
| Źródła: ProCyclingStats Cycling Quotient      |                    |                    |                                     |

Przypis: Kasper Asgreen, zmiana drużyny
Przypis: Mikkel Frølich Honoré, stażysta

#### Zwycięstwa
| Zwycięstwa       | Zwycięstwa                                   | Zwycięstwa | Zwycięstwa | Zwycięstwa             | Zwycięstwa |
| Data             | Wyścig                                       | Państwo    | Kategoria  | Zwycięzca              |            |
| ---------------- | -------------------------------------------- | ---------- | ---------- | ---------------------- | ---------- |
| 9 mar            | Istarsko Proljeće, 1. etap                   | Chorwacja  | 2.2        | Kasper Asgreen         |            |
| 15 kwietnia 2018 | Tour du Loir-et-Cher, klasyfikacja generalna | Francja    | 2.2        | Asbjørn Kragh Andersen |            |
| 1 maj            | Eschborn-Frankfurt U23                       | Niemcy     | 1.2U       | Niklas Larsen          |            |
| 5 maj            | Sundvolden Grand Prix                        | Norwegia   | 1.2        | Alexander Kamp         |            |
| 20 maj           | Tour of Norway, 5. etap                      | Norwegia   | 2.HC       | Alexander Kamp         |            |
| 27 maj           | Circuit de Wallonie                          | Belgia     | 1.2        | Mikkel Frølich Honoré  |            |
| 1 wrz            | Lillehammer Grand Prix                       | Norwegia   | 1.2        | Alexander Kamp         |            |

### 2017

#### Skład
| Skład drużyny 2017                                        | Skład drużyny 2017   | Skład drużyny 2017 | Skład drużyny 2017                                 |
| Imię i nazwisko                                           | Data urodzenia       | Państwo            | Poprzednia grupa                                   |
| --------------------------------------------------------- | -------------------- | ------------------ | -------------------------------------------------- |
| Kasper Asgreen                                            | 8 lutego 1995        | Dania              | MLP Bergstraße (2015)                              |
| Michael Carbel Svendgaard                                 | 7 lutego 1995        | Dania              | Stölting Service Group (2016)                      |
| Anthon Charmig                                            | 25 marca 1998        | Dania              | Team Børkop Cykler-Carl Ras Roskilde Junior (2016) |
| Niklas Eg                                                 | 6 stycznia 1995      | Dania              | Herning Cykle Klub (2015)                          |
| Rasmus Guldhammer                                         | 9 marca 1989         | Dania              | Stölting Service Group (2016)                      |
| Andreas Hyldgaard Jeppesen                                | 21 lipca 1996        | Dania              |                                                    |
| Alexander Kamp                                            | 14 grudnia 1993      | Dania              | Stölting Service Group (2016)                      |
| Niklas Larsen                                             | 22 marca 1997        | Dania              | Team Kelberg-Roskilde Junior (2015)                |
| Mark Sehested Pedersen                                    | 6 listopada 1991     | Dania              | Blue Water (2013)                                  |
| Mads Rahbek                                               | 19 października 1995 | Dania              | Blue Water Junior (2013)                           |
| Michael Reihs                                             | 25 kwietnia 1979     | Dania              | Stölting Service Group (2016)                      |
| Thomas Riis                                               | 31 sierpnia 1992     | Dania              | Blue Water (2013)                                  |
| Nicolaj Steen                                             | 4 stycznia 1995      | Dania              |                                                    |
|                                                           |                      |                    |                                                    |
| Źródła: ProCyclingStats Cycling Quotient Cycling Archives |                      |                    |                                                    |

#### Zwycięstwa
| Zwycięstwa       | Zwycięstwa                                        | Zwycięstwa | Zwycięstwa | Zwycięstwa        | Zwycięstwa |
| Data             | Wyścig                                            | Państwo    | Kategoria  | Zwycięzca         |            |
| ---------------- | ------------------------------------------------- | ---------- | ---------- | ----------------- | ---------- |
| 12 mar           | Tour of Rhodes, 3. etap                           | Grecja     | 2.2        | Alexander Kamp    |            |
| 8 kwi            | Circuit des Ardennes, 2. etap                     | Belgia     | 2.2        | Rasmus Guldhammer |            |
| 15 kwi           | Tour du Loir-et-Cher, 4. etap                     | Francja    | 2.2        | Alexander Kamp    |            |
| 16 kwietnia 2017 | Tour du Loir-et-Cher, klasyfikacja generalna      | Francja    | 2.2        | Alexander Kamp    |            |
| 29 kwi           | GP Viborg                                         | Dania      | 1.2        | Kasper Asgreen    |            |
| 6 maj            | Sundvolden Grand Prix                             | Norwegia   | 1.2        | Rasmus Guldhammer |            |
| 7 maj            | Ringerike Grand Prix                              | Norwegia   | 1.2        | Rasmus Guldhammer |            |
| 3 sie            | European Road Cycling Championships - Men U23 ITT | Dania      | CC         | Kasper Asgreen    |            |

### 2016

#### Skład
| Skład drużyny 2016                       | Skład drużyny 2016   | Skład drużyny 2016 | Skład drużyny 2016                  |
| Imię i nazwisko                          | Data urodzenia       | Państwo            | Poprzednia grupa                    |
| ---------------------------------------- | -------------------- | ------------------ | ----------------------------------- |
| Kasper Asgreen                           | 8 lutego 1995        | Dania              | MLP Bergstraße (2015)               |
| Niklas Eg                                | 6 stycznia 1995      | Dania              | Herning Cykle Klub (2015)           |
| Daniel Foder                             | 7 kwietnia 1983      | Dania              | Blue Water (2013)                   |
| Andreas Hyldgaard Jeppesen               | 21 lipca 1996        | Dania              |                                     |
| Christian Moberg Jørgensen               | 13 listopada 1987    | Dania              | ColoQuick (2015)                    |
| Niklas Larsen                            | 22 marca 1997        | Dania              | Team Kelberg-Roskilde Junior (2015) |
| Mark Sehested Pedersen                   | 6 listopada 1991     | Dania              | Blue Water (2013)                   |
| Mads Rahbek                              | 19 października 1995 | Dania              | Blue Water Junior (2013)            |
| Thomas Riis                              | 31 sierpnia 1992     | Dania              | Blue Water (2013)                   |
| Mads Würtz Schmidt                       | 31 marca 1994        | Dania              | ColoQuick (2015)                    |
| Nicolaj Steen                            | 4 stycznia 1995      | Dania              |                                     |
| Anders Hardahl                           | 3 maja 1996          | Dania              |                                     |
|                                          |                      |                    |                                     |
| Źródła: ProCyclingStats Cycling Archives |                      |                    |                                     |

#### Zwycięstwa
| Zwycięstwa      | Zwycięstwa                                              | Zwycięstwa | Zwycięstwa | Zwycięstwa         | Zwycięstwa |
| Data            | Wyścig                                                  | Państwo    | Kategoria  | Zwycięzca          |            |
| --------------- | ------------------------------------------------------- | ---------- | ---------- | ------------------ | ---------- |
| 2 kwi           | Triptyque des Monts et Châteaux, 2. etap                | Belgia     | 2.2        | Mads Würtz Schmidt |            |
| 3 kwietnia 2016 | Triptyque des Monts et Châteaux, klasyfikacja generalna | Belgia     | 2.2        | Mads Würtz Schmidt |            |
| 3 kwi           | Triptyque des Monts et Châteaux, 3. b etap              | Belgia     | 2.2        | Mads Würtz Schmidt |            |
| 27 maj          | Mistrzostwa Danii U23 – jazda indywidualna na czas      | Dania      | CN         | Mads Würtz Schmidt |            |

## Ważniejsze sukcesy

### 2014
- Mistrz Danii w jeździe indywidualnej na czas: Rasmus Quaade
- Mistrz Danii U23 w jeździe indywidualnej na czas: Søren Kragh Andersen
- 11. miejsce w Post Danmark Rundt, Rasmus Mygind

### 2015
- Mistrz Danii U23 w wyścigu ze startu wspólnego: Jonas Gregaard Wilsly
- 2. miejsce w Tour des Fjords, Søren Kragh Andersen
- 3. miejsce w Tour des Fjords, Michael Olsson
- 4. miejsce w Velothon Stockholm, Patrick Clausen

### 2016
- Mistrz Danii U23 w wyścigu ze startu wspólnego: Mads Würtz Schmidt
- Mistrz Danii U23 w jeździe indywidualnej na czas: Mads Würtz Schmidt
- 3. miejsce w PostNord Danmark Rundt, Mads Würtz Schmidt

### 2017
- Mistrz Danii U23 w wyścigu ze startu wspólnego: Michael Carbel
- Mistrz Danii U23 w jeździe indywidualnej na czas: Kasper Asgreen
- 4. miejsce w PostNord Danmark Rundt, Rasmus Guldhammer
- 10. miejsce w Tour de Luxembourg, Rasmus Guldhammer
- 12. miejsce w PostNord Danmark Rundt, Alexander Kamp

### 2018
- 2. miejsce w Glava Tour of Norway, Alexander Kamp
- 6. miejsce w Trofeo Laigueglia, Kasper Asgreen
- 12. miejsce w PostNord Danmark Rundt, Alexander Kamp